# Bill Warner (amerikaifutball-edző)
William Jay Warner (Springville, New York, 1881. január 24. – Portland, Oregon, 1944. február 12.) amerikai amerikaifutball-játékos és -edző. 1903-ban szerzett diplomát a Cornell Egyetemen és a Sphinx Head Society tagja volt. 1971-ben a College Football Hall of Fame tagja lett.
Játékosi karrierjét követően több egyetemi amerikaifutball-csapat, valamint a Sherman Középiskola vezetőedzője volt.
Fivére, Pop Warner szintén amerikaifutball-edző volt. Az első World Series Footballon mindketten a Syracuse Athletic Clubban játszottak.

## Eredményei vezetőedzőként
| Év                                     | Eredmény                    |
| Cornell Big Red (Független)            | Cornell Big Red (Független) |
| -------------------------------------- | --------------------------- |
| 1903                                   | 6–3–1                       |
| North Carolina Tar Heels (Független)   |                             |
| 1905                                   | 4–3–1                       |
| Colgate Raiders (Független)            |                             |
| 1906                                   | 4–2–1                       |
| 1907                                   | 4–4–2                       |
| Saint Louis Blue and White (Független) |                             |
| 1909                                   | 3–5                         |
| Oregon Webfoots (Független)            |                             |
| 1910                                   | 4–1                         |
| 1911                                   | 3–2                         |
| Összesen:                              | 28–20–5                     |

## Fordítás
- Ez a szócikk részben vagy egészben  a   Bill Warner (American football) című angol Wikipédia-szócikk ezen változatának fordításán alapul.  Az eredeti cikk szerkesztőit annak laptörténete sorolja fel. Ez a jelzés csupán a megfogalmazás eredetét és a szerzői jogokat jelzi, nem szolgál a cikkben szereplő információk forrásmegjelöléseként.